# Naturschutzgebiet Erlenbruch im Gebketal
Das Naturschutzgebiet Erlenbruch im Gebketal mit einer Größe von 1,6 ha lag im Arnsberger Wald nordwestlich von Enste im Stadtgebiet Meschede. Das Gebiet wurde 1994 mit dem Landschaftsplan Meschede durch den Hochsauerlandkreis als Naturschutzgebiet (NSG) ausgewiesen. Bei der Neuaufstellung des Landschaftsplanes Meschede wurde das NSG dann Teil vom neuen Naturschutzgebiet Arnsberger Wald (Meschede). Das Naturschutzgebiet Oberes Gebketal befand sich nur etwa 100 m entfernt oberhalb am Bach.

## Gebietsbeschreibung
Beim NSG handelt es sich um einen krummwüchsigen und torfmoosreichen Roterlenbruchwald im Tal der Gebke hoher Artenvielfalt. Im Wald gibt es Bereiche mit viel Torfmoos und Sickerquellen. Es wurde eine gefährdete Pflanzenarten nachgewiesen.

## Schutzzweck
Wie alle Naturschutzgebieten im Landschaftsplangebiet wurde das NSG „zur Erhaltung von Lebensgemeinschaften oder Lebensstätten bestimmter wildlebender Pflanzen und wildlebender Tierarten, aus wissenschaftlichen, naturgeschichtlichen, landeskundlichen oder erdgeschichtlichen Gründen oder wegen der Seltenheit, besonderen Eigenart oder hervorragenden Schönheit einer Fläche oder eines Landschaftsbestandteils“ als NSG ausgewiesen.
Zum Schutzzweck speziell des NSG führte der Landschaftsplan 1994, neben den normalen Schutzzwecken für alle NSG im Landschaftsplangebiet, auf: „Erhaltung und Optimierung eines Erlenbruchwaldes in einem Quellgebiet als wertvoller Biotopkomplex von regionaler Bedeutung; hohe Artenvielfalt; Rote-Liste-Pflanzenarten; wertvoll für Amphibien; Gebiet fällt unter § 20 c BNatSchG; Optimierung durch Umbestockung der Fichtenbestände.“